# Rayan Cherki
Mathis Rayan Cherki (Lione, 17 agosto 2003) è un calciatore francese con cittadinanza algerina, centrocampista del Manchester City e della nazionale francese.

## Biografia
Nato in Francia da genitori di origini algerine (nati entrambi in Francia da famiglie algerine), ha anche origini italiane grazie alla nonna paterna, la quale era originaria di Bari. 

## Caratteristiche tecniche
È un attaccante che predilige agire dietro una punta svariando anche sulle fasce. Molto bravo negli spazi stretti e nell'uno contro uno, viene paragonato ad Houssem Aouar.
Nel 2020, è stato inserito nella lista dei migliori sessanta calciatori nati nel 2003, stilata dal quotidiano inglese The Guardian.

## Carriera

### Club
Cresciuto nel settore giovanile dell'Olympique Lione, in cui è entrato a 7 anni, ha esordito in prima squadra il 19 ottobre 2019 subentrando a Maxwel Cornet all'83' dell'incontro di Ligue 1 pareggiato 0-0 contro il Digione. Questo ha fatto di lui il primo giocatore classe 2003 ad aver esordito nella massima serie francese, nonché il secondo nei maggiori 5 campionati europei.
Il 27 novembre ha esordito anche in Champions League diventando, a 16 anni e 102 giorni, il secondo più giovane esordiente nella competizione dietro a Celestine Babayaro. Nel dicembre 2020 scivola al terzo posto in questa speciale classifica: il più giovane esordiente in Champions League diventa infatti Youssoufa Moukoko.
Il 10 giugno 2025 viene annunciato il suo passaggio al Manchester City per una cifra vicino ai 40 milioni di euro; con i citizens sigla un contratto valido fino al 2030 e con la possibilità di partecipare al Mondiale per Club., competizione in cui il 22 giugno segna il suo primo gol con i Citizens, nel successo per 6-0 contro gli emiratini dell'Al-Ain.  Va subito a segno nell'esordio in Premier League, il 16 agosto 2025 nel successo per 4-0 in casa del Wolverhampton.

### Nazionale
Ha giocato nelle nazionali giovanili francesi Under-16, Under-19 ed Under-21.
Nel 2024 ha partecipato ai Giochi Olimpici di Parigi, nei quali ha vinto una medaglia d'argento.
Nel marzo 2025 viene convocato per la prima volta in nazionale maggiore, con cui esordisce il 5 giugno seguente nella sconfitta per 5-4 contro la Spagna in cui ha realizzato un gol.

## Statistiche
Statistiche aggiornate al 16 agosto 2025.

### Presenze e reti nei club
| Stagione               | Squadra                | Campionato             | Campionato | Campionato | Coppe nazionali | Coppe nazionali | Coppe nazionali | Coppe continentali | Coppe continentali | Coppe continentali | Altre coppe | Altre coppe | Altre coppe | Totale | Totale | Totale |
| Stagione               | Squadra                | Comp                   | Pres       | Reti       | Comp            | Pres            | Reti            | Comp               | Pres               | Reti               | Comp        | Pres        | Reti        | Pres   | Reti   |        |
| ---------------------- | ---------------------- | ---------------------- | ---------- | ---------- | --------------- | --------------- | --------------- | ------------------ | ------------------ | ------------------ | ----------- | ----------- | ----------- | ------ | ------ | ------ |
| 2019-gen.2020          | Olympique Lione 2      | N2                     | 13         | 5          | -               | -               | -               | -                  | -                  | -                  | -           | -           | -           | 13     | 5      |        |
| gen.-giu.2020          | Olympique Lione        | L1                     | 6          | 0          | CF+CdL          | 3+2             | 3+0             | UCL                | 2                  | 0                  | -           | -           | -           | 13     | 3      |        |
| 2020-2021              | Olympique Lione        | L1                     | 27         | 1          | CF              | 3               | 3               | -                  | -                  | -                  | -           | -           | -           | 30     | 4      |        |
| 2021-2022              | Olympique Lione        | L1                     | 16         | 0          | CF              | 0               | 0               | UEL                | 4                  | 2                  | -           | -           | -           | 20     | 2      |        |
| 2022-2023              | Olympique Lione        | L1                     | 34         | 4          | CF              | 5               | 1               | -                  | -                  | -                  | -           | -           | -           | 39     | 5      |        |
| 2023-2024              | Olympique Lione        | L1                     | 33         | 1          | CF              | 6               | 2               | -                  | -                  | -                  | -           | -           | -           | 39     | 3      |        |
| 2024-2025              | Olympique Lione        | L1                     | 30         | 8          | CF              | 2               | 0               | UEL                | 12                 | 4                  | -           | -           | -           | 44     | 12     |        |
| Totale Olympique Lione | Totale Olympique Lione | Totale Olympique Lione | 146        | 14         |                 | 21              | 9               |                    | 18                 | 6                  |             | -           | -           | 185    | 29     |        |
| giu.-lug. 2025         | Manchester City        | PL                     | -          | -          | FACup+CdL       | -               | -               | UCL                | -                  | -                  | CS+Cmc      | 0+4         | 1           | 4      | 1      |        |
| 2025-2026              | Manchester City        | PL                     | 1          | 1          | FACup+CdL       | 0+0             | 0+0             | UCL                | 0                  | 0                  | -           | -           | -           | 1      | 1      |        |
| Totale Manchester City | Totale Manchester City | Totale Manchester City | 1          | 1          |                 | -               | -               |                    | -                  | -                  |             | 4           | 1           | 5      | 2      |        |
| Totale carriera        | Totale carriera        | Totale carriera        | 160        | 20         |                 | 21              | 9               |                    | 18                 | 6                  |             | 4           | 1           | 203    | 36     |        |

### Cronologia presenze e reti in nazionale
| Cronologia completa delle presenze e delle reti in nazionale ― Francia | Cronologia completa delle presenze e delle reti in nazionale ― Francia | Cronologia completa delle presenze e delle reti in nazionale ― Francia | Cronologia completa delle presenze e delle reti in nazionale ― Francia | Cronologia completa delle presenze e delle reti in nazionale ― Francia | Cronologia completa delle presenze e delle reti in nazionale ― Francia | Cronologia completa delle presenze e delle reti in nazionale ― Francia | Cronologia completa delle presenze e delle reti in nazionale ― Francia |
| Data                                                                   | Città                                                                  | In casa                                                                | Risultato                                                              | Ospiti                                                                 | Competizione                                                           | Reti                                                                   | Note                                                                   |
| ---------------------------------------------------------------------- | ---------------------------------------------------------------------- | ---------------------------------------------------------------------- | ---------------------------------------------------------------------- | ---------------------------------------------------------------------- | ---------------------------------------------------------------------- | ---------------------------------------------------------------------- | ---------------------------------------------------------------------- |
| 5-6-2025                                                               | Stoccarda                                                              | Spagna                                                                 | 5 – 4                                                                  | Francia                                                                | UEFA Nations League 2024-2025 - Semifinale                             | 1                                                                      | 63’                                                                    |
| 8-6-2025                                                               | Stoccarda                                                              | Germania                                                               | 0 – 2                                                                  | Francia                                                                | UEFA Nations League 2024-2025 - Finale 3º posto                        | -                                                                      | 68’                                                                    |
| Totale                                                                 |                                                                        | Presenze                                                               | 2                                                                      |                                                                        | Reti                                                                   | 1                                                                      |                                                                        |

| Cronologia completa delle presenze e delle reti in nazionale ― Francia olimpica | Cronologia completa delle presenze e delle reti in nazionale ― Francia olimpica | Cronologia completa delle presenze e delle reti in nazionale ― Francia olimpica | Cronologia completa delle presenze e delle reti in nazionale ― Francia olimpica | Cronologia completa delle presenze e delle reti in nazionale ― Francia olimpica | Cronologia completa delle presenze e delle reti in nazionale ― Francia olimpica | Cronologia completa delle presenze e delle reti in nazionale ― Francia olimpica | Cronologia completa delle presenze e delle reti in nazionale ― Francia olimpica |
| Data                                                                            | Città                                                                           | In casa                                                                         | Risultato                                                                       | Ospiti                                                                          | Competizione                                                                    | Reti                                                                            | Note                                                                            |
| ------------------------------------------------------------------------------- | ------------------------------------------------------------------------------- | ------------------------------------------------------------------------------- | ------------------------------------------------------------------------------- | ------------------------------------------------------------------------------- | ------------------------------------------------------------------------------- | ------------------------------------------------------------------------------- | ------------------------------------------------------------------------------- |
| 30-7-2024                                                                       | Marsiglia                                                                       | Nuova Zelanda olimpica                                                          | 0 – 3                                                                           | Francia olimpica                                                                | Olimpiadi 2024 - 1º turno                                                       | -                                                                               | 65’                                                                             |
| 5-8-2024                                                                        | Lione                                                                           | Francia olimpica                                                                | 3 – 1 dts                                                                       | Egitto olimpica                                                                 | Olimpiadi 2024 - Semifinale                                                     | -                                                                               | 118’                                                                            |
| 9-8-2024                                                                        | Parigi                                                                          | Francia olimpica                                                                | 3 – 5 dts                                                                       | Spagna olimpica                                                                 | Olimpiadi 2024 - Finale                                                         | -                                                                               | 111’                                                                            |
| Totale                                                                          |                                                                                 | Presenze                                                                        | 3                                                                               |                                                                                 | Reti                                                                            | 0                                                                               |                                                                                 |

| Cronologia completa delle presenze e delle reti in nazionale ― Francia under 21 | Cronologia completa delle presenze e delle reti in nazionale ― Francia under 21 | Cronologia completa delle presenze e delle reti in nazionale ― Francia under 21 | Cronologia completa delle presenze e delle reti in nazionale ― Francia under 21 | Cronologia completa delle presenze e delle reti in nazionale ― Francia under 21 | Cronologia completa delle presenze e delle reti in nazionale ― Francia under 21 | Cronologia completa delle presenze e delle reti in nazionale ― Francia under 21 | Cronologia completa delle presenze e delle reti in nazionale ― Francia under 21 |
| Data                                                                            | Città                                                                           | In casa                                                                         | Risultato                                                                       | Ospiti                                                                          | Competizione                                                                    | Reti                                                                            | Note                                                                            |
| ------------------------------------------------------------------------------- | ------------------------------------------------------------------------------- | ------------------------------------------------------------------------------- | ------------------------------------------------------------------------------- | ------------------------------------------------------------------------------- | ------------------------------------------------------------------------------- | ------------------------------------------------------------------------------- | ------------------------------------------------------------------------------- |
| 8-10-2021                                                                       | Brest                                                                           | Francia under 21                                                                | 5 – 0                                                                           | Ucraina under 21                                                                | Qual. Europeo Under-21 2023                                                     | 2                                                                               | 59’                                                                             |
| 12-10-2021                                                                      | Novi Sad                                                                        | Serbia under 21                                                                 | 0 – 3                                                                           | Francia under 21                                                                | Qual. Europeo Under-21 2023                                                     | 1                                                                               | 63’                                                                             |
| 11-11-2021                                                                      | Grenoble                                                                        | Francia under 21                                                                | 7 – 0                                                                           | Armenia under 21                                                                | Qual. Europeo Under-21 2023                                                     | 1                                                                               | 63’                                                                             |
| 16-11-2021                                                                      | Skopje                                                                          | Macedonia del Nord under 21                                                     | 0 – 1                                                                           | Francia under 21                                                                | Qual. Europeo Under-21 2023                                                     | -                                                                               | 68’                                                                             |
| 23-9-2022                                                                       | Magdeburgo                                                                      | Germania under 21                                                               | 0 – 1                                                                           | Francia under 21                                                                | Amichevole                                                                      | -                                                                               | 64’                                                                             |
| 26-9-2022                                                                       | Valenciennes                                                                    | Francia under 21                                                                | 2 – 2                                                                           | Belgio under 21                                                                 | Amichevole                                                                      | -                                                                               | 46’                                                                             |
| 19-11-2022                                                                      | Caen                                                                            | Francia under 21                                                                | 1 – 1                                                                           | Norvegia under 21                                                               | Amichevole                                                                      | -                                                                               | 69’                                                                             |
| 25-3-2023                                                                       | Leicester                                                                       | Inghilterra under 21                                                            | 4 – 0                                                                           | Francia under 21                                                                | Amichevole                                                                      | -                                                                               | 63’                                                                             |
| 28-3-2023                                                                       | Grenoble                                                                        | Francia under 21                                                                | 0 – 0                                                                           | Spagna under 21                                                                 | Amichevole                                                                      | -                                                                               | 71’                                                                             |
| 16-6-2023                                                                       | Grenoble                                                                        | Francia under 21                                                                | 1 – 0                                                                           | Messico under 21                                                                | Amichevole                                                                      | -                                                                               | 71’                                                                             |
| 22-6-2023                                                                       | Cluj-Napoca                                                                     | Francia under 21                                                                | 2 – 1                                                                           | Italia under 21                                                                 | Europeo Under-21 2023 - 1º turno                                                | -                                                                               | 64’                                                                             |
| 25-6-2023                                                                       | Cluj-Napoca                                                                     | Norvegia under 21                                                               | 0 – 1                                                                           | Francia under 21                                                                | Europeo Under-21 2023 - 1º turno                                                | -                                                                               | 61’                                                                             |
| 28-6-2023                                                                       | Cluj-Napoca                                                                     | Svizzera under 21                                                               | 1 – 4                                                                           | Francia under 21                                                                | Europeo Under-21 2023 - 1º turno                                                | 1                                                                               |                                                                                 |
| 2-7-2023                                                                        | Cluj-Napoca                                                                     | Francia under 21                                                                | 1 – 3                                                                           | Ucraina under 21                                                                | Europeo Under-21 2023 - Quarti di finale                                        | 1                                                                               | 80’                                                                             |
| 7-9-2023                                                                        | Nancy                                                                           | Francia under 21                                                                | 4 – 1                                                                           | Danimarca under 21                                                              | Amichevole                                                                      | 1                                                                               | 46’                                                                             |
| 11-9-2023                                                                       | Capodistria                                                                     | Slovenia under 21                                                               | 0 – 4                                                                           | Francia under 21                                                                | Qual. Europeo Under-21 2025                                                     | 1                                                                               | 73’                                                                             |
| 13-10-2023                                                                      | Sarajevo                                                                        | Bosnia ed Erzegovina under 21                                                   | 1 – 2                                                                           | Francia under 21                                                                | Qual. Europeo Under-21 2025                                                     | 1                                                                               | 77’                                                                             |
| 17-10-2023                                                                      | Grenoble                                                                        | Francia under 21                                                                | 9 – 0                                                                           | Cipro under 21                                                                  | Qual. Europeo Under-21 2025                                                     | 2                                                                               | 82’                                                                             |
| 17-11-2023                                                                      | Ried im Innkreis                                                                | Austria under 21                                                                | 2 – 0                                                                           | Francia under 21                                                                | Qual. Europeo Under-21 2025                                                     | -                                                                               | 80’                                                                             |
| 20-11-2023                                                                      | Le Havre                                                                        | Francia under 21                                                                | 0 – 3                                                                           | Corea del Sud under 22                                                          | Amichevole                                                                      | -                                                                               | 62’                                                                             |
| 15-11-2024                                                                      | Empoli                                                                          | Italia under 21                                                                 | 2 – 2                                                                           | Francia under 21                                                                | Amichevole                                                                      | 1                                                                               | 85’                                                                             |
| 19-11-2024                                                                      | Valenciennes                                                                    | Francia under 21                                                                | 2 – 2                                                                           | Germania under 21                                                               | Amichevole                                                                      | -                                                                               | 65’ 87’                                                                         |
| 21-3-2025                                                                       | Lorient                                                                         | Francia under 21                                                                | 5 – 3                                                                           | Inghilterra under 21                                                            | Amichevole                                                                      | 1                                                                               | 81’                                                                             |
| Totale                                                                          |                                                                                 | Presenze                                                                        | 23                                                                              |                                                                                 | Reti                                                                            | 13                                                                              |                                                                                 |

| Cronologia completa delle presenze e delle reti in nazionale ― Francia under 19 | Cronologia completa delle presenze e delle reti in nazionale ― Francia under 19 | Cronologia completa delle presenze e delle reti in nazionale ― Francia under 19 | Cronologia completa delle presenze e delle reti in nazionale ― Francia under 19 | Cronologia completa delle presenze e delle reti in nazionale ― Francia under 19 | Cronologia completa delle presenze e delle reti in nazionale ― Francia under 19 | Cronologia completa delle presenze e delle reti in nazionale ― Francia under 19 | Cronologia completa delle presenze e delle reti in nazionale ― Francia under 19 |
| Data                                                                            | Città                                                                           | In casa                                                                         | Risultato                                                                       | Ospiti                                                                          | Competizione                                                                    | Reti                                                                            | Note                                                                            |
| ------------------------------------------------------------------------------- | ------------------------------------------------------------------------------- | ------------------------------------------------------------------------------- | ------------------------------------------------------------------------------- | ------------------------------------------------------------------------------- | ------------------------------------------------------------------------------- | ------------------------------------------------------------------------------- | ------------------------------------------------------------------------------- |
| 2-9-2021                                                                        | Domžale                                                                         | Francia under 19                                                                | 5 – 2                                                                           | Russia under 19                                                                 | Amichevole                                                                      | 2                                                                               | 80’                                                                             |
| 4-9-2021                                                                        | Zaprešić                                                                        | Slovacchia under 19                                                             | 1 – 1                                                                           | Francia under 19                                                                | Amichevole                                                                      | -                                                                               | 79’ 82’                                                                         |
| 7-9-2021                                                                        | Domžale                                                                         | Slovenia under 19                                                               | 2 – 2                                                                           | Francia under 19                                                                | Amichevole                                                                      | -                                                                               |                                                                                 |
| Totale                                                                          |                                                                                 | Presenze                                                                        | 3                                                                               |                                                                                 | Reti                                                                            | 2                                                                               |                                                                                 |

## Palmarès

### Nazionale
- Argento olimpico: 1

Parigi 2024

### Individuale
- Miglior giovane della UEFA Europa League: 1

2024-2025
- Squadra della stagione della UEFA Europa League: 1

2024-2025